# Coalition noire-rouge-jaune

Drapeau de l'Allemagne.

Une coalition noire-rouge-jaune (en allemand : Schwarz-rot-gelbe Koalition) ou coalition allemande (en allemand : Deutschland-Koalition) est un type de coalition gouvernementale en Allemagne.
Elle rassemble l'Union chrétienne-démocrate d'Allemagne (CDU), dont la couleur est le noir, le Parti social-démocrate d'Allemagne (SPD), dont la couleur est le rouge, et le Parti libéral-démocrate (FDP), dont la couleur est le jaune.

## Historique
Ce type de coalition est inspiré de la « coalition de Weimar », qui réunissait le Parti du centre allemand (Zentrum, noir), le SPD et le Parti démocrate allemand (DDP, jaune) à la fin de la Première Guerre mondiale et dans les premières années de la République de Weimar.
À la suite de la Seconde Guerre mondiale, une « coalition noire-rouge-jaune » est mise en place à Berlin en 1946 afin de contenir le Parti socialiste unifié d'Allemagne (SED), bien que le SPD bénéficie de la majorité absolue des sièges. Elle se poursuit jusqu'en 1953. Deux autres majorités de ce type seront créées, à Brême de 1951 à 1959 et en Sarre entre 1955 et 1959.
Inexistante au niveau gouvernemental depuis la fin des années 1950, la « coalition allemande » n'a jamais vu le jour au niveau fédéral.

## Au niveau desLänder

### Berlin
| Députés   | Dates                                                           | Ministre-président | Ministre-président | Ministre-président | Cabinet |
| --------- | --------------------------------------------------------------- | ------------------ | ------------------ | ------------------ | ------- |
| 127 / 127 | 1er février 1951 – 12 novembre 1953 (2 ans, 9 mois et 11 jours) |                    | Ernst Reuter       | SPD                | Reuter  |

### Brême
| Députés  | Dates                                                            | Ministre-président | Ministre-président | Ministre-président | Cabinet   |
| -------- | ---------------------------------------------------------------- | ------------------ | ------------------ | ------------------ | --------- |
| 64 / 100 | 29 novembre 1951 – 28 décembre 1955 (4 ans et 29 jours)          |                    | Wilhelm Kaisen     | SPD                | Kaisen IV |
| 84 / 100 | 28 décembre 1955 – 21 décembre 1959 (3 ans, 11 mois et 23 jours) | Kaisen V           | Wilhelm Kaisen     | SPD                |           |

### Sarre
| Députés | Dates                                                    | Ministre-président | Ministre-président | Ministre-président | Cabinet   |
| ------- | -------------------------------------------------------- | ------------------ | ------------------ | ------------------ | --------- |
| 33 / 50 | 10 janvier 1956 – 4 juin 1957 (1 an, 4 mois et 25 jours) |                    | Hubert Ney         | CDU                | Ney       |
| 33 / 50 | 4 juin 1957 – 26 février 1959 (1 an, 8 mois et 22 jours) |                    | Egon Reinert       | CDU                | Reinert I |

### Saxe-Anhalt
| Députés | Dates                                                   | Ministre-président | Ministre-président | Ministre-président | Cabinet      |
| ------- | ------------------------------------------------------- | ------------------ | ------------------ | ------------------ | ------------ |
| 56 / 97 | depuis le 16 septembre 2021 (3 ans, 5 mois et 14 jours) |                    | Reiner Haseloff    | CDU                | Haseloff III |